# Delija
Delija (srbsko popačeno iz turščine (turcizem) deli - junak) je bil naziv za lahko konjenico, ki je bila znana po hrabrosti in predrznosti. Pozneje so jo preuredili v gardo in udarne enote.